# Daphoenositta miranda
Daphoenositta miranda là một loài chim trong họ Neosittidae.